# Erotylus onagga
Erotylus onagga é um inseto da ordem Coleoptera e da família Erotylidae (os besouros-dos-fungos, assim conhecidos porque se alimentam de fungos), subfamília Erotylinae; um besouro cujo habitat são as florestas tropicais ao sul da América Central e noroeste da América do Sul, distribuído no Panamá, Colômbia e Equador; classificado por Jean Théodore Lacordaire, em 1842; possuindo élitros polidos e convexos, de coloração negra e apresentando seis faixas transversais e irregulares de cor amarela; segundo Crotch "o formato alongado, o tórax opaco e pouco impresso e os élitros regularmente fasciados, imediatamente distinguem esta espécie" de outras do gênero Erotylus. Figurou em um selo postal do Equador no ano de 1993.